# Daniel Rakowitz
Daniel Rakowitz est un meurtrier et cannibale américain, né le 24 décembre 1960 à Fort Leonard Wood (Missouri).
En août 1989, il se promena aux alentours de Tompkins Square Park, dans le quartier d'East Village (Manhattan), en se vantant d'avoir tué sa compagne de chambre, Monica Beerle, une danseuse et étudiante suisse. Il déclara avoir fait bouillir sa tête et réalisé un potage avec son cerveau. Il l'avait goûté et aimé, et se déclarait par conséquent cannibale. Il fut jugé non coupable le 22 février 1991 en raison de sa folie, et fut placé dans un hôpital d'état pour criminels aliénés.

## Sources
- (en) Cet article est partiellement ou en totalité issu de l’article de Wikipédia en anglais intitulé « Daniel Rakowitz » (voir la liste des auteurs).